# Lennart Pettersson (geodet)
Artur Lennart Pettersson, född 15 juni 1918 i Nyköping, död 20 september 1998 i Gävle Maria församling, var en svensk geofysiker och geodet. 
Pettersson, som var son till chaufför Thure Pettersson och Jenny Karlsson, avlade studentexamen i Strängnäs 1938, filosofie kandidat vid Uppsala universitet 1942 och filosofie licentiat 1951. Han anställdes vid Rikets allmänna kartverk 1942 och blev observator där 1958. Han blev statsgeodet 1944 och tjänstgjorde för Förenta nationerna som geodetisk expert i Pakistan. Han var ledamot av Nationalkommittén för geodesi och geofysik, medlem av Astronomiska sällskapet, Geofysiska föreningen,  sekreterare i geodetiska sektionen där, och Kartografiska sällskapet. Han skrev Ein Versuch zur Erklärung der Anhäufung negative Dreiecksschlussfehler in der schwedischen Dreiecks-messunig erster Ordnung (licentiatavhandling, 1954).